# Râul Damian
Râul Damian este un râu din România, afluent al râului Câlniștea. 